# Јасер Арафат
Мухамед Јасер Абдул Рахман Абдул Рауф Арафат ел Кудва ел Хасеини (арап. محمد ياسر عبد الرحمن عبد الرؤوف عرفات القدوة الحسيني; 4/24. август 1929 — 11. новембар 2004), познатији као Јасер Арафат (арап. ياسر عرفات) или по куњи Абу Амар (арап. أبو عمار) био је палестински политички вођа. Био је предсједавајући Палестинске ослободилачке организације од 1969. до 2004. и предсједник Палестинске народне самоуправе од 1994. до 2004. године. Идеолошки настројен као арапски националиста и социјалиста, био је један од оснивача политичке странке Фатах, на чијем челу је био од 1959. до 2004. године.
Од 1983. до 1993. Арафат се налазио у Тунису и почео је да мења свој приступ са отвореног сукоба са Израелцима на преговоре. Године 1988, признао је право Израела на постојање и тражио решење са две државе за израелско-палестински сукоб. Године 1994, вратио се у Палестину, настанио се у граду Газа и промовисао самоуправу за палестинске територије. Учествовао је у низу преговора са израелском владом да оконча сукоб између ње и ПЛО. То укључује Мадридску конференцију 1991. године, Споразуме из Осла 1993. и Самит у Кемп Дејвиду 2000. године. Успех преговора у Ослу довео је до тога да је Арафат добио Нобелову награду за мир, заједно са израелским премијерима Јицаком Рабином и Шимоном Пересом, 1994. У то време, подршка Фатаха међу Палестинцима је опала са растом Хамаса и других милитантних ривала. Крајем 2004. године, након што га је израелска војска ефективно затворила у своју рамалу више од две године, Арафат је пао у кому и умро. Док је узрок Арафатове смрти остао предмет спекулација, истраге руских и француских тимова су утврдиле да нису у питању било какве нелегалне радње.
Арафат је и даље контроверзна личност. Палестинци га генерално виде као мученика који је симболизовао националне тежње свог народа. Израелци су га сматрали терористом. Палестински ривали, укључујући исламисте и неколико левичара ПЛО-а, често су га прозивали као корумпираног или превише покорног у својим уступцима израелској влади.

## Детињство и младост
Јасер Арафат рођен је 1929. године као пето од седморо деце палестинског трговца текстилом који је пословао у Египту. Тачан датум и место Арафатовог рођења предмет су спора његових биографа, иако се у неким његовим биографијама као место рођења наводи град Јерусалим, по свој прилици Јасер Арафат је рођен на подручју Египта, могуће у Каиру. Арафат по очевој страни има египатске крви док су мајчини угледна јерусалимска породица. У детињству се Јасер Арафат сели између Јерусалима и Каира. Избијањем првог Израелско-арапског рата 1948. године, тада деветнаестогодишњи Арафат придружује се лоше наоружаним арапским добровољцима које је египатска војска вратила са ратног подручја пре него што су добили прилику да се боре. После рата млади Арафат се уписао на Каирски универзитет где је 1956. године стекао диплому инжењера грађевинарства. У Египту је развио интерес за политику придруживши се Муслиманском братству и деловао је као активан члан палестинске Студентске уније. Током Суецког рата 1956. године служио је као официр у египатској војсци али није директно учествовао у борбама с Израелцима и англо-француским снагама.
На крају педесетих година двадесетог века Јасер Арафат напушта Египат и одлази у Кувајт где ради као грађевинар. У Кувајту је 1957. године Арафат један од оснивача покрета Фатах — палестинске скупине која је прихватила борбу против Израела војним средствима. Фатах је наредних година с јорданске територије извео бројне упаде у Израел, с бројним цивилним жртвама, због чега је постао посебно озлоглашен међу Израелцима. У једном од израелских осветничких напада 1968. године, мета напада израелских командоса била је база Фатаха у јорданском селу Ал Кувајта у којем је погинуло више од 150 палестинских герилаца. Упркос великим губицима у окршају с израелском војском, сраз у Ал Куваити је, захваљујући одлучном палестинском отпору, претворен у Арафатову победу. Исте године Јасер Арафат уводи покрет Фатах у Палестинску ослободилачку организацију а у фебруару 1969. године замењује Ахмада Шукеирија на челу извршног већа ПЛО-а. Две године касније постаје и врховни војни заповедник организације.

## Неспорни палестински вођа
Бројне палестинске избеглице након израелско-арапских ратова своје су уточиште већином пронашле у суседном Јордану. До почетка седамдесетих година ПЛО је створио паралелну државу у Јордану, међутим након серије палестинских отмица страних авиона у септембру 1970. јорданском је стрпљењу дошао крај. Јордански краљ Хусеин је заповедио напад на базе ПЛО-а у Јордану и тешко их поразио, а Јасер Арафат је био присиљен напустити Јордан. Током седамдесетих година, неколико америчких извештаја говори о Арафату као организатору терористичких акција које су раних седамдесетих извели Палестинци, укључујући бомбашки напад на саудијску амбасаду у Судану и егзекуције неколико страних дипломата. У септембру 1972. палестинска организација „Црни септембар“, која је повезана с Арафатовим Фатахом, изводи терористичку акцију на Олимпијским играма у Минхену у којој је убијено једанаест израелских спортиста. Иако се Арафат оградио од свих терористичких акција, а 1974. године издао забрану о нападима ПЛО-а изван територије Израела, Западне обале и Газе, трагови његове повезаности с међународним тероризмом су остали.
Важан корак у етаблирању Јасера Арафата као неспорног палестинског вође је дошао 1974. године када Арапска лига признаје ПЛО као јединог представника палестинског народа, након чега Арафат постаје релевантна политичка фигура и у међународним оквирима. Убрзо потом услиједио је позив Уједињених народа Арафату да се обрати Главној скупштини ОУН. У обраћању светској јавности преко говорнице УН-а, Арафат је — с пиштољем око каиша — позвао на стварање палестинске државе и обећао наставак рата не буде ли решено палестинско питање. Једна од Арафатових реченица изречених пред УН-ом остала је до данас парадигма палестинске борбе; „у једној руци држим маслинову грану а у другој пиштољ. Немојте допустити да ми маслинова грана испадне из руке“.
Након протеривања палестинских герилаца из Јордана, главни штаб ПЛО-а премештен је либански град Бејрут где герилци ПЛО-а учествују у либанском грађанском рату. До краја седамдесетих година ПЛО је из Либана извео бројне нападе на израелску територију. Израелска војска 1978. године у операцији Литани и поновно 1982. у операцији Мир за Галилеју упада на либанску територију са сврхом уништења ПЛО-а. Након војног пораза палестинских герилаца и примирја које су организовали Американци, ПЛО и Арафат се извлаче из Бејрута и трећи пут селе, овај пут у две хиљаде километара источније у Тунис. Пораз у Либану је ослабио Арафатов утицај међу Палестинцима но он ипак задржава статус палестинског вође. Покољи у палестинским избјегличким камповима Сабра и Шатила које су починили хришћански Фалангисти је изазвао симпатије света за палестинско питање што је Арафат вешто искористио.

## Смрт
Умро је у новембру 2004. након болести која је трајала око месец дана. Према каснијим истраживањима утврђено је постојање полонијума, радиоактивног елемента, на његовој одећи и четкици за зубе, као и на посмртним остацима, па се дошло до закључка да је тим отрован.